# Ahmed Zaki (attore)
Ahmed Zaki (Zagazig, 18 novembre 1949 – Cairo, 27 marzo 2005) è stato un attore egiziano.
È stato uno degli attori più famosi del panorama mediatico egiziano e arabo in generale. Le sue grandi abilità cinematografiche hanno caratterizzato la storia di questo grande attore, specialmente quella dell'impersonificazione.

## Inizi
Ahmed Zaki nacque nella città di Zagazig, in Egitto. Si diplomò alla Scuola d'Arte e Mestieri di Zagazig nel 1967, e successivamente si trasferì al Cairo per studiare cinema prima di laurearsi alla Cairo Higher Institute for Drama Studies nel 1974.
Per 30 anni, Ahmed Zaki impressionò il suo pubblico con recite comiche, romantiche e tragiche nei teatri, cinema e nelle emittenti televisive egiziane. Fu considerato una super star della sua generazione. Ahmed ebbe la sua prima chance professionale da attore quando studiava ancora al Theatre Institute nel 1969: partecipò con una piccola parte (un guardiano di servizio) nella famosa commedia Hello Shalabi; (l'attore a cui era stata assegnata la parte non volle apparire, e Ahmed che al tempo lavorava come venditore di bibite, accettò di apparire la sera stessa) egli cercò di fare un piccolo sketch comico, in particolare impersonando il celebre attore Mahmoud el-Meliguy che volle successivamente segnalare la sua prestazione così impressiva e naturale. L'impersonare altri personaggi era l'hobby favorito da Zaki, e questa fu la caratteristica principale dell'attore.
Il popolo spesso lo chiamava Sebel, riferito al suo ruolo nella commedia classica Madrasit El-Mushaghibin (La Scuola dei Crea Problemi). Il salto verso la celebrità lo fece ottenendo un ruolo da principale nella commedia di successo Al-Iyal Kibrit (I bambini sono cresciuti) del 1978 e la successiva impersonificazione televisiva del letterato, cieco egiziano Taha Hussein ("Il decano della letteratura araba") nel serial autobiografico El-Ayyam (I Giorni).

## Carriera
Egli fece il suo primo film, Abnaa Elsamt (I figli del silenzio), nel 1974. Dal 1980 egli fece sei film, tra cui Alessandria perché? con il famoso regista egiziano Youssef Chahine. Zaki apparve in più di 60 film durante la sua carriera.
Molti dei film furono scritti dallo sceneggiatore Wahid Hamed ed avevano come caratteristica la rivelazione della forte corruzione politica e governativa nel paese e quella della polizia di stato. Egli partecipò inoltre al famoso musical televisivo  Howa we Heya ("Lui e Lei") del 1980 con l'attrice Souad Houssni. Partecipò anche a diverse serie di successo negli anni '90 .
Due film in particolare, con Zaki nel ruolo di protagonista, ebbero un enorme successo, diventando due vere e proprie pietre miliari del panorama cinematografico arabo. Egli interpretò il Presidente Gamal Abdel Nasser in Nasser 56 del 1996, film che si incentra sulla fatidica estate del 1956 quando il Presidente Nasser nazionalizzò il Canale di Suez, e il Presidente Anwar Sadat nel film I giorni di Sadat del 2001 con regista Mohammed Khan. Il film rappresentò gli ultimi 40 anni della vita del presidente. Zaki aveva anche tra i suoi piani di interpretare il Presidente Hosni Mubarak in un terzo film.
L'ultimo film che ha visto Ahmed Zaki nel ruolo di protagonista è stato Halim, nel quale l'attore impersonificava il famosissimo cantante egiziano Abdel Halim Hafez e al quale partecipò anche il figlio.
Zaki venne visto come un'icona e portavoce dei giovani egiziani oltre che erede dell'attore Farid Shawki in Malek El Terso ("Il re della terza classe"). Ironicamente i due parteciparono a due film insieme negli anni seguenti.
Dovette sottoporsi ad una seria terapia al Dar al-Fuad Hospital di Sixth of October City, poco distante dal Cairo, e morì di carcinoma del polmone, dopo che il Presidente Hosni Mubarak gli offrì un viaggio in Francia a spese del governo, per riuscire a curarsi meglio. Alla sua morte lo stesso Presidente lo premiò per i suoi meriti artistici.
Un libro su Zaki venne pubblicato sotto il nome di “Ahmad Zaki wa Symphoniet Ibda'” (Ahmad Zaki: Un Capolavoro Sinfonico di Innovazione). Il libro che presenta diversi dettagli sulla vita artistica di Ahmed include anche una raccolta di articoli di diversi critici d'arte come Tareq Al Shinawi, Mohammad Al Shafe'ee e Waleed Saif.

## Filmografia parziale
- Abnaa Al-Samt (Figli del silenzio)
- Alessandria perché?, regia di Youssef Chahine (1979)
- Nasser 56
- Ayam El-Sadat (I giorni di Sadat, M Khan) (2001)
- Ma'ali Al Wazir (Sua Eccellenza il Ministro, S Seif) (2003)
- Halim (Halim, S Arafa) (2005-2006)